# 보잉 승무원 비행 시험

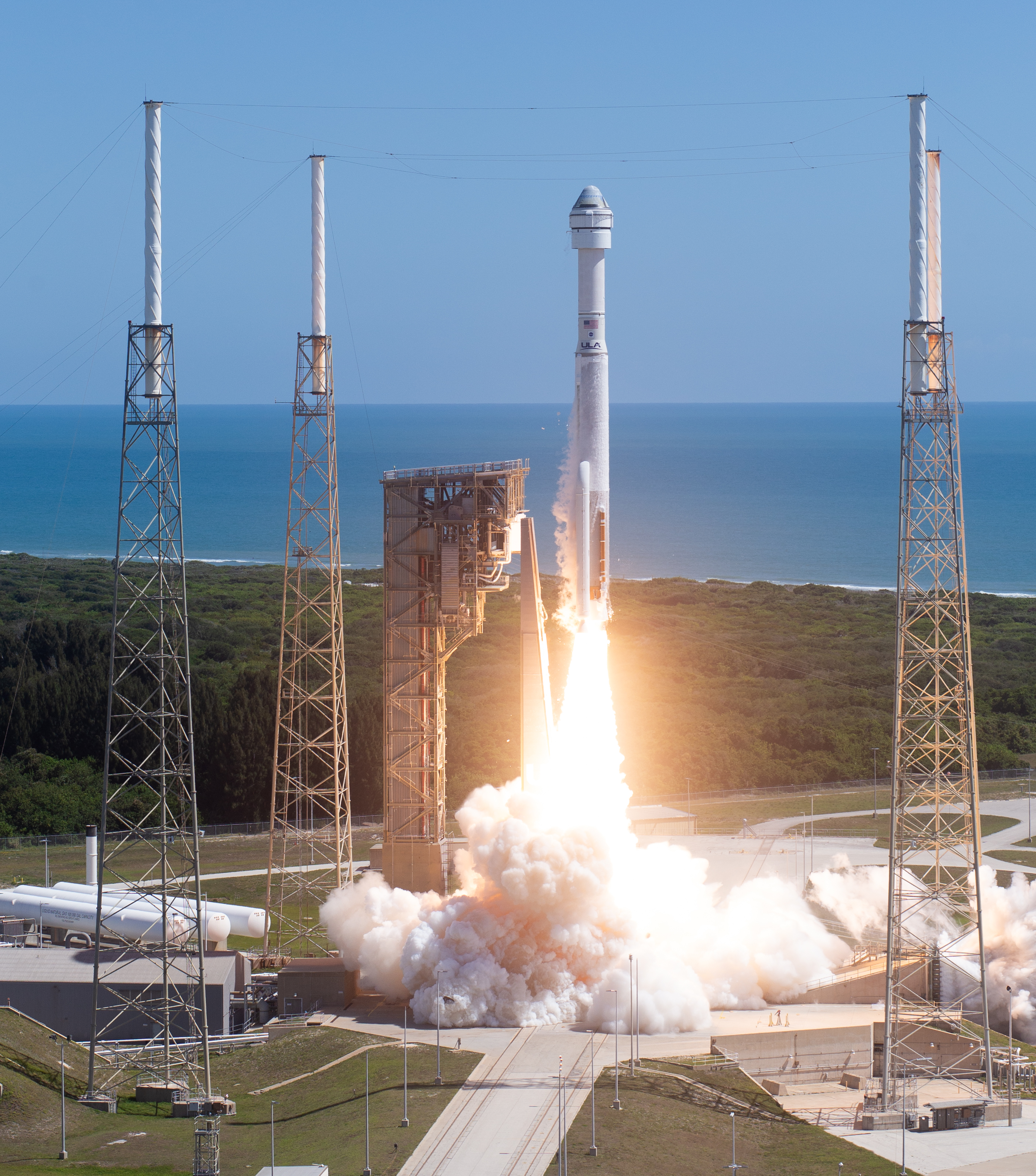
보잉 스타라이너 칼립소(Boeing Starliner Calypso)가 아틀라스 V 로켓 위에서 승무원 비행 테스트를 시작한다.

보잉 승무원 비행 시험 또는 보잉 승무원 비행 테스트(Boeing Crewed Flight Test, Boe-CFT)는 보잉 스타라이너의 첫 번째 유인 임무이자, 2019년과 2022년 두 차례의 무인 궤도 비행 테스트인 Boe-OFT와 Boe-OFT 2에 이어 전체적으로 스타라이너의 세 번째 궤도 비행 테스트이다.
최초의 승무원 비행 시험은 당초 2017년에 실시될 예정이었다. 다양한 지연으로 인해 CFT 임무의 시작이 2023년 7월 21일 이전으로 미뤄졌다. 보잉은 2023년 8월에 다음 문제로 인해 2024년 3월 이전으로 연기될 것이라고 발표했다. 낙하산 시스템과 배선 장치 및 추가 조사했다.
이 임무에는 두 명의 NASA 우주 비행사 배리 E. 윌모어(Barry E. Wilmore)와 수니타 윌리엄스(Sunita Williams)로 구성된 승무원이 국제우주정거장으로 1주간의 시험 비행을 한 후 미국 남서부의 지상 착륙을 통해 승무원을 돌려보내는 것이 포함된다. 우주선은 발사 준비를 위해 2024년 4월 16일 아틀라스 발사체와 통합되었다.
해당 비행은 2024년 5월 7일 UTC 2시 34분에 이륙할 예정이었으나 ULA(유나이티드 론치 얼라이언스)의 아틀라스 V의 산소 밸브 문제로 인해 이륙 약 2시간 전에 스크러빙이 이루어졌다. 초기 스크러빙 후, 스타라이너 서비스 모듈의 헬륨 누출로 인해 발사가 반복적으로 지연되었다.
두 번째 발사 시도는 6월 1일 16:25 UTC에 이루어졌으나 지상 발사 시퀀서 컴퓨터가 전원 공급 장치 결함으로 인해 중복성 손실을 등록하면서 이륙 3분 50초 전에 스크러빙되었다. 6월 5일 14:52 UTC에 세 번째 발사 시도가 성공했다.

## 같이 보기
- 스페이스X 드래곤 2
- 크루 드래곤 데모 2